# Джафна (держава)
Джафна (там. யாழ்ப்பாண அரசு; синг. යාපනය රාජධානිය) — держава, що існувала на півночі острова Шрі-Ланка між 1215 та 1619 роками. Її столицею було місто Наллур, територія якого входить у територію сучасного міста Джафна. Територія держави в період розквіту приблизно відповідала Північній провінції.

## Утворення незалежної держави на півночі Шрі-Ланки
Починаючи з XI століття острів Шрі-Ланка перебував під владою сингальської держави Полоннарува, яка вела активну наступальну політику в Південній Індії. Проте з кінця XII століття на острові взяли гору відцентрові сили, і за 19 років (з 1196 по 1215 роки) на сингальському престолі змінилося 12 правителів. Міжусобиці послабили острів економічно і політично, і в 1212 році він був завойований Паракрамою Пандьєю.
У 1215 році на півночі країни висадилося військо Магха з індійської держави Калінга, яке розграбувало північні і північно-східні райони острова — центри стародавньої сингальської цивілізації. У другій чверті XIII століття більшість феодальних правителів територій у південно-західній частині острова, що не увійшли до складу створеної Магхою держави, об'єдналися навколо сингальської царської династії Дамбаденії, і під проводом спочатку Віджаябаху III, а потім — Паракрамабаху II зуміли відвоювати Полоннарува і відтіснити тамілів на півострів Джафна.
У 1247 році на Шрі-Ланці висадилися війська Чандрабхана — правителя Малаккської держави Тамбралінгі. Чандрабхан підпорядкував північні райони острова, де була зосереджена основна частина тамільського населення, і рушив углиб країни. Незабаром його військо було розбите, але він утік у Джафна і в 1255 році став її правителем. Ситуацією скористалася південноіндійська династія Пандья, яка завоювала Джафна і в 1258 році зробила Чандрабхану своїм васалом. Коли в 1262 році Чандрабхана знову рушив війною на сингальську державу, Пандья вбили неслухняного васала, і зробили королем міністра Аріячакраварті.

## Династія Аріячакраварті
Коли у 1311 році імперія Пандья впала під ударами мусульман з Делійського султанату, королівство Джафна, кероване королями з династії Аріячакраварті, проголосило свою незалежність, і стало проводити експансіоністську політику, зайнявши в підсумку домінуюче становище на Шрі-Ланці. Арабський мандрівник Ібн Баттута, що відвідав острів в 1344 році, відзначав наявність у Джафна сильного флоту, що здійснював часті рейди в бік сингальських територій аж до Панадури на південному узбережжі. Відомий випадок, коли за непокору царя Віджаябаху III, який стратив прибулих з Джафни збирачів данини, в сингальську державу були послані дві каральні експедиції — морська і сухопутна.
У другій половині XIV століття в південній Індії виникла Віджаянагарська імперія, яка незабаром стала регіональним гегемоном. Королівство Джафна було змушене визнати сюзеренітет імперії Віджаянагар і її права на щорічний збір данини.
Паракрамабаху VI, що правив в південній частині острова протягом 55 років, зумів відродити єдину сингальську державу. Він ліквідував загрозу нападу з боку імперії Віджаянагар, підпорядкував собі ваніярів, що правили на прикордонних між Джафна і Котте територіях, і послав сингальські війська на Джафну. Перший військовий похід закінчився невдачею, але другий приніс перемогу його армії. Правитель Джафни втік до південної Індії, і в 1450 році Джафна була включена до складу сингальської держави; її намісником був призначений прийомний син Паракрамабаху VI — Самупал Кумара.

## Від Котте до португальців
Після смерті правителя Котте Паракрамабаху VI йому успадковував його онук, який незабаром був убитий Самупалом Кумараєю, який захопив владу і взяв тронне ім'я Бхуванаікабаху VI. Боротьба за владу в центрі призвела до послаблення контролю над периферійними територіями, і в 1467 році Джафна знову здобула незалежність. В останній чверті XV століття від Котте відокремилося ще одна держава — Канді, що розташовувалася в центральній частині Шрі-Ланки.
У 1505 році острів Шрі-Ланка вперше відвідали португальці. Переконавшись у прибутковості місцевої експортної торгівлі, португальська влада Гоа взяли курс на будівництво торгових факторій на узбережжі, які поступово повинні були стати опорними пунктами для військового захоплення острова. Пообіцявши правителю Котте допомогу в його боротьбі за верховну владу на острові, португальці отримали право мати торгову факторію поблизу столиці Котте. З цього часу португальці стали істотним елементом шріланкійської політики: всі ланкійські держави — Котте, Сітавака, Канді і Джафна — захоплені боротьбою між собою, не тільки не прагнули протистояти проникненню португальців, але, навпаки, прагнули добитися військової допомоги португальської корони і укладення союзних договорів.
У 40-і роки XVI століття почалося португальське втручання у внутрішні справи Джафни. Активна місіонерська діяльність католицьких священиків привела до створення численної тамільської християнської громади на північному і північно-східному узбережжі острова. У 1560 році, в результаті португальської військової експедиції під проводом Андре Фуртадо де Мендоси, в Джафні було засновано військове поселення, а португальський ставленик Етхірімана Чинкам став королем Джафна, погодившись натомість на регулярну виплату данини португальській владі Котте. Рік по тому індуїстська тамільська знать організувала змову, й Ітіріман Чинкам був змушений втекти до португальського форту. Португальські війська жорстоко розправилися з учасниками змови, і знову помістили на трон свого ставленика.
Після смерті Ітірімана Чинкама в 1615 році в державі розгорілася боротьба за право успадкування. Влада була захоплена Санкилі Кумарою, який усунув усіх претендентів на престол і зажадав у португальців визнати його регентом при трирічному синові Ітірімана Чінкама. Португальці пішли на це з умовою надання свободи пересування та дій португальським католицьким священикам на території Джафни, а також щорічної виплати данини.

## Португальське завоювання
У 1618 році проти Санкилі Кумари була організована змова групою християн. Придушуючи її, правитель Джафни запросив на допомогу війська з південноіндійського князівства Танджур, а також запросив військову допомогу від голландців, які влаштувалися в ряді факторій на узбережжі Південної Індії. Дізнавшись про це, португальці в 1619 році спорядили експедицію у Джафну і захопили Санкилі в полон. З 1620 року в Джафні стало здійснюватися пряме колоніальне управління.